# یولیانگ پان

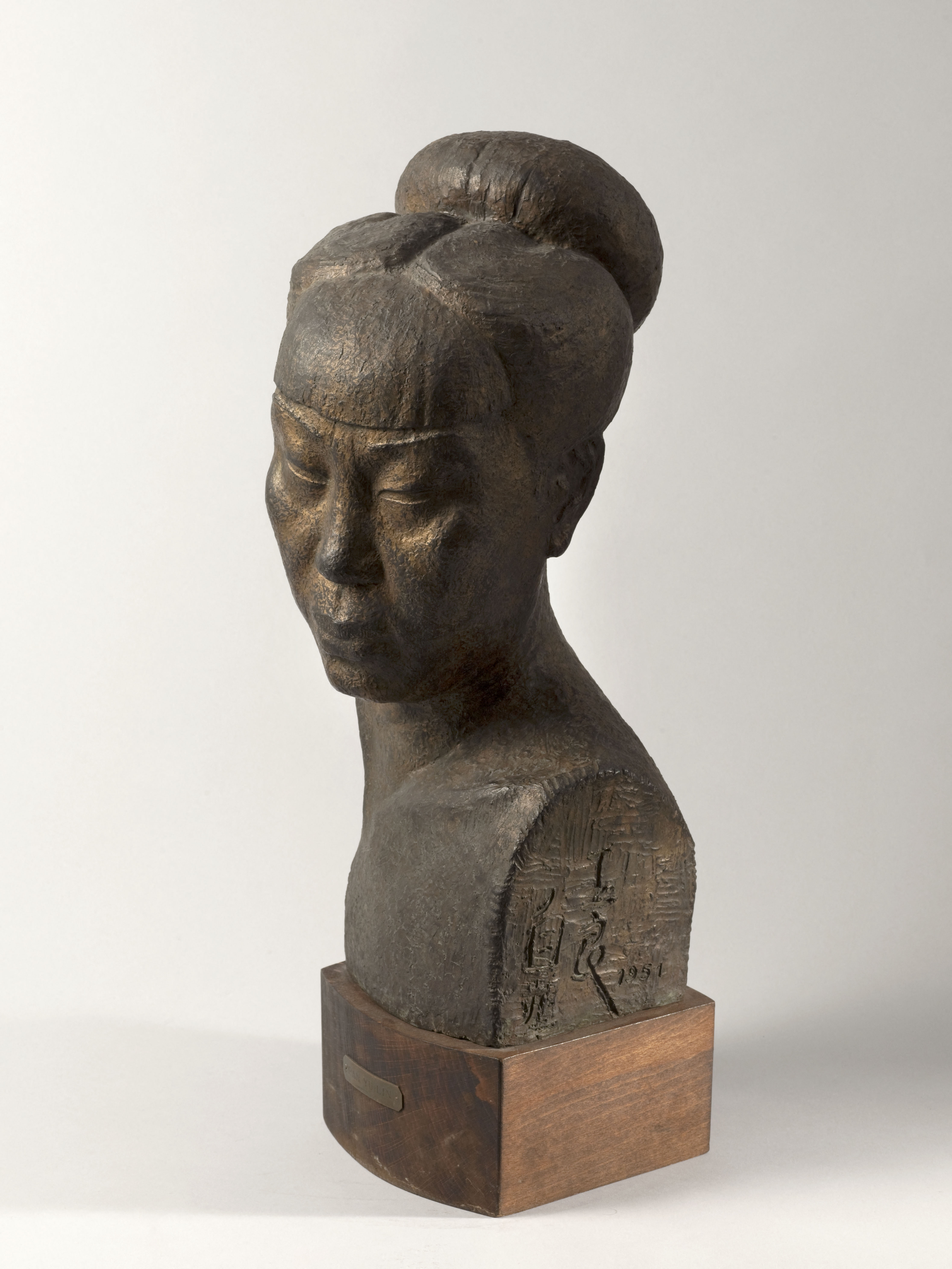
خودنگاره. مجسمه برنزی، ۱۹۵۱. موزه سرنوشی

یولیانگ پان (چینی: 潘玉良؛ ‏ ۱۴ ژوئن ۱۸۹۵ – ۲۲ ژوئیهٔ ۱۹۷۷) که با نام شیوکینگ چن زاده شد و با نام یولیانگ ژانگ نیز شناخته می‌شود، نقاش چینی و همچنین نخستین زنی در کشور چین بود که به سبک غربی نقاشی می‌کرد. او در شانگهای و پاریس تحصیل کرد و بعداً استاد نقاشی مدرسه عالی ملی هنرهای زیبا در پاریس شد. در سال ۱۹۸۵، بسیاری از آثار او به چین منتقل شد و در موزه هنر ملی در پکن و موزه آنهویی در هفئی گردآوری شد. علیرغم اینکه او به خاطر معرفی نقاشی‌های غربی به چین در یادها مانده است، او همچنین زاویه دید و دریچه‌ای جدید را برای دیده شدن زنان از طریق نقاشی‌هایش، نه فقط به عنوان سوژه، بلکه به عنوان هنرمند و خالق آنها فراهم کرد. او بابت آثار هنری‌اش برنده جوایز متعددی شد و نمایشگاه‌های بین‌المللی در اروپا، ایالات متحده آمریکا و ژاپن برپا کرد. نقاشی‌ها، مجسمه‌ها و آثار مهم او هنوز در فرانسه در مجموعه موزه سرنوشی نگهداری می‌شوند. زندگی او به عنوان یک هنرمند در رمان‌ها، فیلم‌ها و اپراهای گوناگونی در چین و ایالات متحده آمریکا به تصویر کشیده شده است. هنر او در جریان دوگانگی متضاد شرق و غرب، سنت و مدرنیته، شوونیسم مردانه و فمینیسم نوپا تکامل یافت. از پان همچنین به عنوان هنرمندی یاد می‌شود که با برچسب‌هایی مانند هنرمند «معاصر/مدرن»، «چینی» و «زن» درگیر بود و در عین حال آنها را زیر سؤال برد.

## زندگی

### اوایل زندگی و آموزش
ژانگ یولیانگ پان با نام اصلی شیوکینگ چن در سال ۱۸۹۵ در استان جیانگسو به دنیا آمد. پس از مرگ پدر و مادرش در سن ۱۴ سالگی، عمویش او را به یک روسپی‌خانه فروخت، اما او تن به روسپی‌گری و فحشا نداد. پان از آنجا فرار کرد و در طول این مدت چندین بار اقدام به خودکشی کرد، سعی کرد چهره خود را تغییر دهد و چندین بار هم مورد ضرب و شتم قرار گرفت، تا اینکه سرانجام به یک دختر خواننده تبدیل شد. او توجه «زانهوآ پان» را به خود جلب کرد که یک مأمور گمرک ثروتمند بود و آزادی او را خرید و هزینه تحصیل او را تأمین کرد و یولیانگ نیز نام خانوادگی خودش را پان تغییر داد. یک سند قانونی که در آن وصیت او به اعضای خانواده مشخص شده بود، امضای «پان-ژانگ یولیانگ» (به چینی: 潘張玉良) را بر خود دارد. ژانگ یولیانگ پان نامی است که او تصدیق می‌کرد و برای خود ترجیح می‌داد.
پان با همسرش به شانگهای نقل مکان کرد و در آنجا از سد امتحانات گذشت و در سال ۱۹۲۰ وارد «مدرسه هنر شانگهای» شد، و در آنجا زیر نظر «وانگ جیوان» نقاشی خواند. در مدرسه هنر شانگهای، پان تلاش کرد تا با همسالان خود هماهنگ شود. او به دلیل پیشینه «متفاوت» خود، اغلب طرد می‌شد و در الگوی «بانوی مدرن شانگهای» نمی‌گنجید - زن‌های جوانی که تحصیلات هنری‌شان بر زنانگی و زیبایی آنها می‌افزود. پان اغلب توسط همسالانش به عنوان «خونگرم و صریح» توصیف می‌شد، البته گاهی هم «بی‌روح». یولیانگ پان یکی از نخستین زنانی بود که از مدرسه هنر شانگهای فارغ‌التحصیل شد. پس از فارغ‌التحصیلی، او برای ادامه تحصیل به لیون و پاریس رفت و توسط همسرش زانهوآ پان حمایت مالی شد. او ابتدا در مؤسسه چینی-فرانسوی لیون و مدرسه ملی هنرهای زیبای لیون تحصیلات مقدماتی خود را طی کرد و سپس برای تکمیل تحصیلات خود به مدرسه عالی ملی هنرهای زیبا در پاریس رفت. او در سال ۱۹۲۵ برنده بورسیه تحصیلی معتبر رم برای تحصیل در آکادمی هنرهای زیبای رم در ایتالیا شد و در آنجا زیر نظر اومبرتو کورومالدی تحصیل کرد.

### شغل و زندگی بعدی

بی‌نام، ۱۹۳۰. جوهر و گواش روی کاغذ.

یولیانگ پان در سال ۱۹۲۶، بابت آثارش در نمایشگاه بین‌المللی هنر رم برنده جایزه طلا شد. در سال ۱۹۲۹، لیو هائیسو او را برای تدریس در مدرسه هنر شانگهای دعوت کرد که منجر به بازگشت او به چین شد. او به عنوان «اولین هنرمند زن چینی که به سبک غربی نقاشی کرد» مفتخر شد و از سال ۱۹۲۹ تا ۱۹۳۶ پنج نمایشگاه انفرادی در چین برگزار کرد. همچنین از او دعوت شد تا استاد هنر دانشگاه ملی مرکزی در نانجینگ شود.
کار یولیانگ پان به شدت توسط مقامات دولتی و منتقدان محافظه کار مورد انتقاد قرار گرفت - عمدتاً به دلیل به تصویر کشیدن زنان برهنه در نقاشی‌هایش. علیرغم اختلاف نظرها، پان در دنیای هنر جمهوری چین (۱۹۴۹–۱۹۱۲)، در کنار نقاش زن همکار گوان زیلان به دلیل تجسم مدرنیته مورد توجه قرار گرفت.[۱۱] در چین، زنان هنرمند عموماً به نمایش طبیعت و گاهی پرتره محدود می‌شدند، اما نقاشی تصاویر برهنه نامناسب تلقی می‌شدند. با وجود این، پان همچنان به کارش در زمینهٔ به تصویر کشیدن زنان برهنه ادامه داد و اغلب از خودش به عنوان الگو و سوژه استفاده می‌کرد. به‌غیر از آثار برهنه‌اش، پان به خاطر ترکیب یکپارچه تکنیک‌های نقاشی با جوهر چینی در سبک‌های غربی شهرت داشت و به خاطر توانایی و مهارت در نقاشی‌های جوهری‌اش در تضعیف ماهرانه اقتدار سنت‌های هنری اروپا تحسین شد.
در سال ۱۹۳۷ پان شانگهای را به مقصد فرانسه ترک کرد و در پاریس اقامت گزید. او به هیئت علمی مدرسه عالی ملی هنرهای زیبا پیوست و به عنوان رئیس انجمن هنر چین انتخاب شد. آثار او در سطح بین‌المللی به ویژه در بریتانیا، ایالات متحده، آلمان، ژاپن، ایتالیا، سوئیس، بلژیک و یونان به نمایش گذاشته شد. پس از مهاجرت او به فرانسه بود که کار او مورد تحسین گسترده بین‌المللی قرار گرفت. اگرچه او به مدت تقریباً پنجاه سال در فرانسه زندگی کرد، اما تابعیت چینی خود را حفظ کرد. با وجود شهرت، پان فقر و مشکل در فروش هنر آثار هنری خود را تجربه کرد. او از تعهدات قراردادی با فروشندگان آثار هنری در اروپا خودداری کرد. پان در اواخر عمرش در جامعه هنری چین و فرانسه به حاشیه رانده شد. در چین، مشارکت‌های مهم او به هنر مدرن چینی به دلیل غیبت طولانی مدت او از زادگاهش نادیده گرفته شد، در حالی که در پاریس، او به عنوان یک نقاش چینی و خارجی طبقه‌بندی می‌کردند و بنابراین او را از قدردانی هنرش در جریان اصلی حذف کردند.
پان در سال ۱۹۷۷ درگذشت و در گورستان مون‌پارناس پاریس به خاک سپرده شد. در سال ۱۹۸۵، بسیاری از آثار او به چین بازگردانده شد و اکنون در موزه هنر ملی چین در پکن و موزه استانی آنهویی در هفئی نگهداری می‌شود.

## میراث هنری و افتخارات
- در سال ۱۹۲۶، آثار او برنده جایزه طلا در نمایشگاه بین‌المللی هنر رم شد.[۱۴]
- در سال ۱۹۵۹، او برنده جایزه طلای پاریس و جایزه نقره بلژیک شد.[۱۴]

موزه آنهویی مجموعه‌ای از آثار هنری یولیانگ پان شامل ۴۰۰۰ قطعه، ۳۸۹۲ طرح، ۳۹۳ نقاشی با جوهر، ۳۶۱ نقاشی رنگ روغن، ۱۳ چاپ بلوک، ۶ حکاکی و ۴ مجسمه را در خود جای داده است. تنها ده تا از نقاشی‌های رنگ روغن او در بازار موجود است که منجر به ارزش‌گذاری و قیمت بالایی برای آنها شده است. از سال ۲۰۰۰، بالاترین قیمتی که تابلوی این هنرمند در حراجی به‌فروش رفته بود ۴٬۴۵۱٬۸۰۲ دلار آمریکا برای تابلوی «برهنه در کنار پنجره» بود که در سال ۲۰۱۴ در حراج محدود پُلی در هنگ کنگ عرضه شد.